# Ikechukwu Kalu
Ikechukwu Kalu (ur. 18 kwietnia 1984 w Kadunie) – piłkarz nigeryjski grający na pozycji środkowego napastnika lub skrzydłowego.